# Scalacronica
Scalacronica — хроника, написанная на англо-нормандском языке сэром Томасом Греем Хетонским. Название её происходит от лат. scala — букв. перевода на латынь родовой фамилии автора (англо-норм. gree — «лестница»), или же является аллюзией к библейской лествице, которую автор якобы увидел в своём сне.

## История создания
Томас Грей Хетонский начал работу над «Скалахроникой» в 1356 году, попав в шотландский плен и находясь в заключении в Эдинбургском замке, где, по его собственным словам, ему предоставили доступ к богатой местной библиотеке. Хроника состоит из пяти книг и содержит изложение истории Англии и Шотландии с легендарных троянских времён до 1362 или 1363 года. Основное внимание в ней уделяется событиям на севере Англии во времена правления королей Эдуарда I, Эдуарда II и Эдуарда III. Это одно из первых исторических сочинений, написанное представителем светской английской знати и первое известное, созданное автором рыцарского звания. В работе над своей хроникой Грей опирался на известные ему источники, в том числе труды Беды Достопочтенного, Гальфрида Монмутского, Уолтера из Гвисборо, Ранульфа Хигдена и Джона из Тайнмута.
Единственная известная рукопись «Скалахроники» хранится в библиотеке колледжа Корпус Кристи Кембриджского университета.